# 박준목
박준목(2000년 11월 10일 ~ )은 대한민국의 배우이다.

## 학력
- 2007년 ~ 2013년 서울신용산초등학교
- 2013년 ~ 2016년 용강중학교
- 2016년 ~ 2019년 용산고등학교

## 출연

### 방송

#### 드라마
- 2006년 KBS 2TV 《투명인간 최장수》 - 최다미 역
- 2006년 MBC 《환상의 커플》 - 장근석 역
- 2007년 MBC 《히트》 - 어린 조규원 역 (손현주 아역)
- 2007년 MBC《고맙습니다》
- 2007년 SBS 《사랑하기 좋은 날》
- 2007년 KBS 1TV 《미우나 고우나》 - 오찬 역
- 2007년 MBC 《이산》 - 박천수 역
- 2007년 MBC 《뉴하트》 - 고아원에 있는 아이 역
- 2008년~2009년 SBS 《가문의 영광》 - 하동동 역
- 2010년 SBS 《나쁜 남자》 - 어린 홍태성 역 (김재욱 아역)
- 2010년 EBS 1TV 《어린이 손자병법》 - 손빈 역
- 2011년 SBS 《신기생뎐》 - 여자화장실에 들어간 아이 역
- 2011년~2012년 JTBC 《인수대비》- 정원군 역 (노영학 아역)
- 2012년 KBS 2TV 《KBS 드라마 스페셜 연작 시리즈 - 국회의원 정치성 실종사건》
- 2013년 MBC 《불의 여신 정이》 - 신성군 역
- 2013년 KBS 2TV 《KBS 드라마 스페셜 - 오빠와 미운 오리》 - 준영 역
- 2014년 KBS 1TV 《정도전》 - 의안대군 역
- 2014년 KBS 2TV 《왕의 얼굴》 - 정원군 역 (서현석 아역)
- 2015년 KBS 2TV 《블러드》 - 김상규 역
- 2015년 TvN 《오 나의 귀신님》 - 어린 강선우 역 (조정석 아역)
- 2016년 SBS 《육룡이 나르샤》 - 선돌 역
- 2016년 MBC 《옥중화》
- 2016년 MBC 《운빨로맨스》 - 어린 제수호 역 (류준열 아역)
- 2017년 SBS 《다시 만난 세계》 - 어린 성영준 역 (윤선우 아역)
- 2018년~2019년 MBC 《붉은 달 푸른 해》- 민기 역
- 2020년 tvN D 《캐스트:인싸전성시대》 - 강재형 역
- 2020년 KBS 2TV 《암행어사: 조선비밀수사단》 - 동수 역
- 2021년 SBS 《모범택시》 - 박정민 역
- 2022년 SBS 《모범택시 시즌2》 - 박정민 역

#### 어린이
- 2012년 JEI 재능TV 《삼색문화 유산백서 따따따》

### 영화
- 2007년 《즐거운 인생》 - 민호 역
- 2007년 《용의주도 미스신》 - 아파트 꼬마 역
- 2011년 《굿바이 보이》 - 어린 진우 역 (연준석 아역)

### 광고
- 교원에듀 빨간펜
- 맥도날드
- 유니레버 도브
- 롯데칠성음료 콜라겐 5000
- 대교 눈높이
- 매일유업 엔요
- 동화약품 후시딘
- KTF
- 미미월드 미미완구